# Kopa (Góry Choczańskie)
Kopa (1217 m n.p.m.) – zalesiony, niewybitny szczyt w Górach Choczańskich w północnej Słowacji.
Znajduje się w głównym grzbiecie grupy Wielkiego Chocza, wybiegającym od Wielkiego Chocza na południe. Od strony południowej w tym grzbiecie ogranicza go przełęcz Spuštiak (1095 m n.p.m.), natomiast na północy nienazwane, płytkie (ok. 1190 m n.p.m.) siodło oddziela go od Zadniego Chocza. Nazwa szczytu nawiązuje do jego kształtu.
Przez turystów sam wierzchołek nie jest odwiedzany. Południowymi i zachodnimi stokami jego kopuły szczytowej biegną niebieskie  znaki szlaku turystycznego z Rużomberku na Pośrednią Polanę pod Wielkim Choczem.